# 出雲街道
出雲街道（いずもかいどう）は、主に播磨国姫路（兵庫県姫路市）を始点として、出雲国松江（島根県松江市）に至る街道のことを指す。出雲往来、雲州街道などともいう。他に、広島県・島根県内では石見銀山街道の尾道から赤名（現在の島根県飯南町）にかけてのルートや、それに三次で接続する広島方面からのルートを指すこともある。

## 宿場
- 姫路（兵庫県姫路市）

1. 飾西宿（兵庫県姫路市）
2. 觜崎宿（兵庫県たつの市）
3. 千本宿（兵庫県たつの市）
4. 三日月宿（兵庫県佐用郡佐用町）
5. 佐用宿（兵庫県佐用郡佐用町）
6. 土居宿（岡山県美作市）
7. 勝間田宿（岡山県勝田郡勝央町）
8. 津山宿（岡山県津山市）
9. 坪井宿（岡山県津山市）
10. 久世宿（岡山県真庭市）
11. 勝山宿（岡山県真庭市）
12. 美甘宿（岡山県真庭市）
13. 新庄宿（岡山県真庭郡新庄村）
14. 板井原宿（鳥取県日野郡日野町）
15. 根雨宿（鳥取県日野郡日野町）
16. 二部宿（鳥取県西伯郡伯耆町）
17. 溝口宿（鳥取県西伯郡伯耆町）
18. 米子宿（鳥取県米子市）
19. 安来宿（島根県安来市）
20. 出雲郷宿（島根県松江市）

- 松江（島根県松江市）